# 오즈카역
오즈카(시립 대학 입구)역 또는 오두카(시립 대학 입구)역(일본어: 大塚(市立大学口)駅, おおづか(しりつだいがくぐち)えき 오오즈카(시리쓰다이가쿠구치)에키[*])은 일본 히로시마현 히로시마시 아사미나미구에 있는 히로시마 신교통 1호선의 역이다. 부역명은 "시립 대학 입구(市立大学口)"이다.
| 1 | ■ 하행 | 고이키코엔마에 방면 |
| 2 | ■ 상행 | 오바라 · 다카도리 · 비샤몬다이 · 나카스지 · 기온신바시키타 · 후도인마에 · 우시타 · 하쿠시마 · 신하쿠시마 · 조호쿠 · 혼도리 방면 |

히로시마 고속 교통의 오즈카 역은 섬식 승강장 1면 2선의 구조를 갖춘 고가역이다.

## 개요
JR 동일본 야마노테선의 오쓰카역.
히로시마시 북서부 개발의 일환으로 개발된 뉴타운 "서풍신도"의 현관에 위치한 역이다.

## 같이 보기
- 히로시마 고속 교통 히로시마 신교통 1호선
- 히로시마 고속 교통

| 히로시마 고속 교통 히로시마 신교통 1호선 | 히로시마 고속 교통 히로시마 신교통 1호선 | 히로시마 고속 교통 히로시마 신교통 1호선 |
| ---------------------------------------- | ---------------------------------------- | ---------------------------------------- |
| 도모추오 혼도리 방면                     | ■ 아스트램 라인                          | 고이키코엔마에 방면                      |